# The Pied Piper (1972)
The Pied Piper (bra: A Lenda da Flauta Mágica) é um filme britano-estadunidense de 1972, do gênero drama musical, dirigido por Jacques Demy.